# Gottfried Kinsky-Weinfurter
Gottfried Kinsky-Weinfurter (* 1958 in Wien) ist ein österreichischer Pädagoge, Autor mit Schwerpunkt Kulturkritik und Medienkomponist.
Er studierte Musik an der heutigen Universität für Musik und darstellende Kunst in Wien und war dort als Lehrbeauftragter und Universitätsassistent tätig. Außerdem absolvierte er ein Studium der Philosophie, Psychologie und Pädagogik an der Universität Wien. Ab 1996 betrieb er ein eigenes Tonstudio (Filmmusik/Sounddesign/Special FX). 1998 war er Gründer des Filmmusik-Orchesters Wien. Er lebt in Wien und war bis 2023 Lehrer für Musik und Philosophie am Gymnasium Wasagasse.
Kinsky-Weinfurter arbeitet als Journalist in Wien und ist Mitglied des Österreichischen Journalisten Clubs.

## Publikationen
- Der europäische Ernst. Passagen-Verlag, Wien 2009, ISBN 978-3-85165-882-8.
- Filmmusik als Ideologiehelfer im Kulturfilm der vierziger und fünfziger Jahre, dargestellt am Werk Viktor Hrubys, Wien: Universität Wien, 1990. OCLC 45803752
- Sturz der Denkmäler. Libro, Wien 1998, ISBN 978-3-85494-201-6.
- Filmmusik als Instrument staatlicher Propaganda. Ölschläger, München 1993, ISBN 978-3-89669-143-9.
- Im Ruinenfeld der amtlichen Moderne. In: Österreichische Musikzeitschrift, Band 49, Nr. 7–8, Juli 1994, Seite 456–461. doi:10.7767/omz.1994.49.78.456
- Ernst oder Unterhaltung. myMorawa, Wien 2021, ISBN 978-3-99129-438-2.
- Das Bullshit-Prinzip. Täuschen, Tarnen, Torpedieren. Wien 2023, ISBN 978-3-903236-74-5.